# 永豐金證券
永豐金證券股份有限公司（英語：SinoPac Securities），簡稱永豐金證券，為臺灣的證券公司，屬永豐金控旗下100%持有的子公司。目前為台股經紀業務市占第四，公司在全臺灣擁有44個營業據點，並於香港設有子公司永豐金證券（亞洲）。

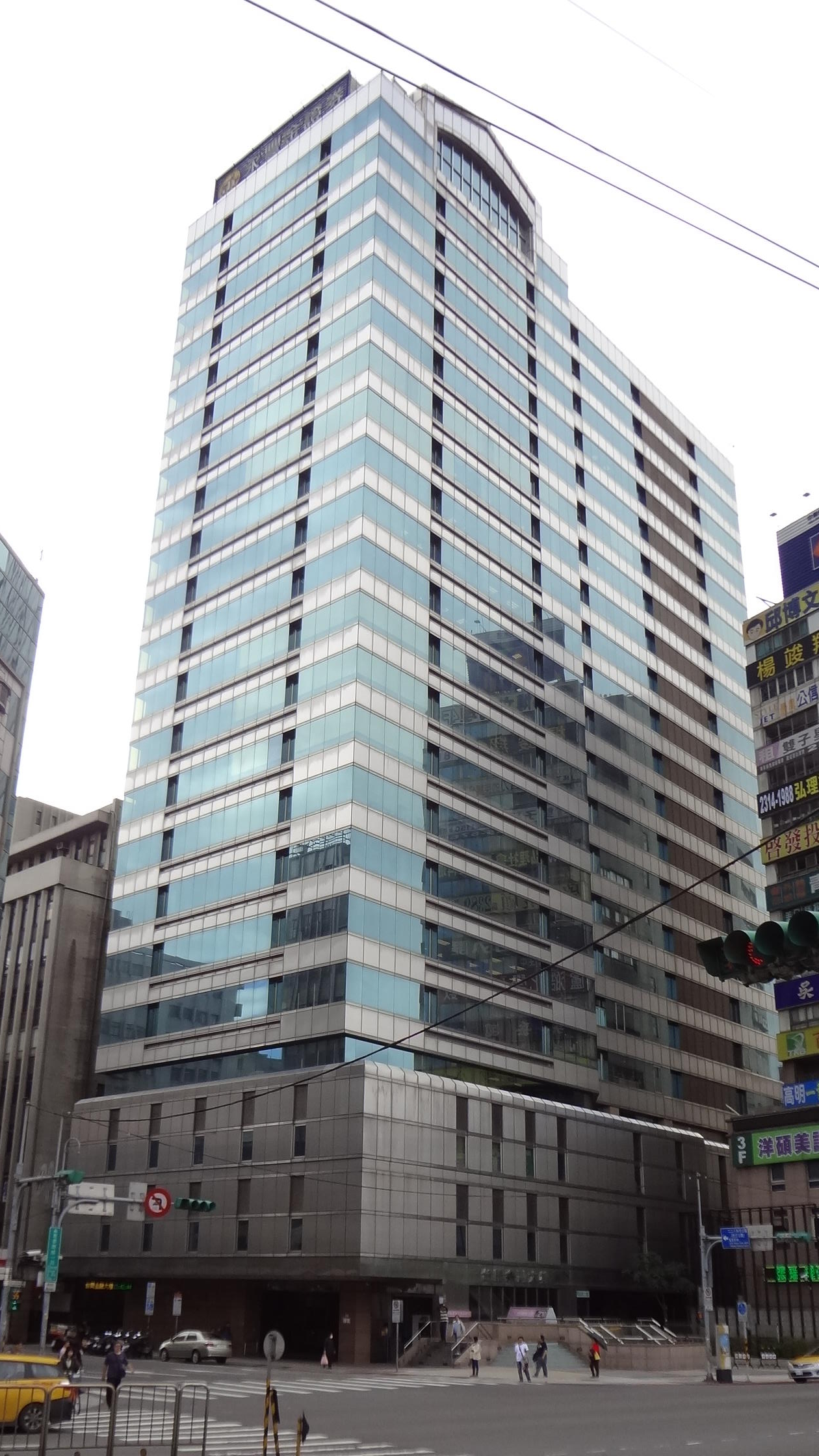
永豐金證券總部所在的台開金融大樓

## 發展歷史
- 永豐金證券前身包括建弘證券、東武證券、天仁證券、萬盛證券、金華信銀證券、太平洋證券、台灣東亞證券及台灣工銀證券等。
- 1988年11月11日，國際電化集團創辦人洪建全之次子洪敏弘成立「建弘證券」。[1]
- 1993年，建弘證券併購東武證券。
- 2000年，建弘證券併購萬盛證券。
- 2002年5月9日，建弘證券、華信商業銀行與金華信銀證券共同以股份轉換方式成立建華金融控股公司，成為建華金控的子公司[2]。同年7月22日，建弘證券與金華信銀證券合併，合併後建弘證券為存續公司。[3]
- 2006年建華金控與台北國際商業銀行合併後，建華金控改由永豐餘集團主導營運，因此更名為「永豐金融控股公司」；為配合金控之新名稱，建弘證券於2006年11月13日更名為「永豐金證券」。[4]
- 2012年11月合併太平洋證券，經紀業務市占率達本國券商第四名。[5]
- 2016年3月合併香港東亞銀行旗下的台灣東亞證券、同年4月合併香港東盛控股，為首宗橫跨台灣與香港的購併案。[6]
- 2016年4月宣布將受讓台灣工銀證券經紀業務營業權、營業設備及證券融資券債權淨值，[7]9月完成交割。
- 2025年5月宣布將併購匯立證券，並將新設分公司承接其所有資產、負債及營業，預計10月完成交割。[8]

## 事件
- 2009年，永豐金證券承辦頂新國際集團康師傅控股TDR退佣事件[6][9][10][11]，臺灣臺北地方法院2014年判決：2名副總戴家偉、莊英明因作假帳，依違反《商業會計法》判刑1年、緩刑3年；總經理莊銘福不知情，判無罪。2015年10月臺灣高等法院維持原判[12]。

## 外部連結
- 永豐金證券 （页面存档备份，存于）
- 永豐金證券理財網 （页面存档备份，存于）